# Żyły lędźwiowe

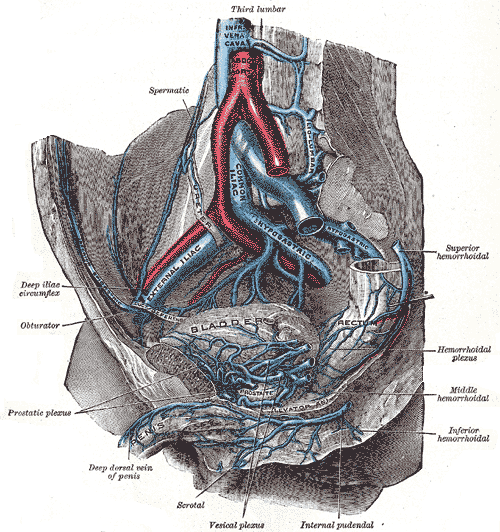
Żyła lędźwiowa (trzecia i czwarta widoczne uchodzące po prawej do żyły głównej dolnej)

Żyły lędźwiowe (łac. venae lumbales) – w anatomii człowieka zazwyczaj cztery (niekiedy trzy lub pięć) naczynia żylne zbierające krew z mięśni i skóry tylnej ściany brzucha z rdzenia oraz ze splotów żylnych kręgosłupa w tym odcinku. Powstają w tylnej ścianie brzucha  i uchodzą do żyły głównej dolnej. Żyły lędźwiowe stanowią lędźwiowy odpowiednik żył międzyżebrowych tylnych.

## Przebieg
Żyły lędźwiowe powstają w tylnej ścianie brzucha i towarzyszą tętnicom lędźwiowym wzdłuż ich górnej strony. Rozpoczynają się pomiędzy mięśniami brzucha, dalej wchodzą za mięsień czworoboczny lędźwi, następnie biegną za mięśniem lędźwiowym większym, a żyły I i II pary również do odnogi przepony. Przy końcu biegną po bocznej ścianie trzonów odpowiednich kręgów (L1 - L4) i  uchodzą od tyłu do żyły głównej dolnej. Żyły lędźwiowe lewe są dłuższe od prawych i od tyłu krzyżują aortę.

## Dopływy
- gałąź grzbietowa zbierająca krew ze skóry i mięśni okolicy lędźwiowej
- gałąź rdzeniowa zbierająca krew z rdzenia oraz splotów żylnych kręgosłupa

## Zespolenia
Żyły lędźwiowe obustronnie łączy żyła lędźwiowa wstępująca  uchodząca ku górze i jednocześnie stanowiąca początek po stronie prawej żyły nieparzystej i żyły nieparzystej krótkiej po stronie lewej. Żyła lędźwiowa wstępująca ku dołowi łączy się z żyłą biodrowo-lędźwiową. Poprzez te połączenia żyły lędźwiowe pośrednią łączą zlewisko żyły głównej górnej i żyły głównej dolnej.

## Zastawki
Żyły lędźwiowe mają nieco uwstecznione niedomykalne zastawki.